# 斯拉沃柳布·斯爾尼奇
斯拉沃柳布·斯爾尼奇（1992年1月12日—）是一位塞爾維亞足球運動員。在場上的位置是後衛。他現在效力於西乙球隊拉斯彭馬斯，曾效力於庫卡瑞奇足球俱樂部。他也代表塞爾維亞U21國家足球隊參賽。